# 玉菊 (芸妓)

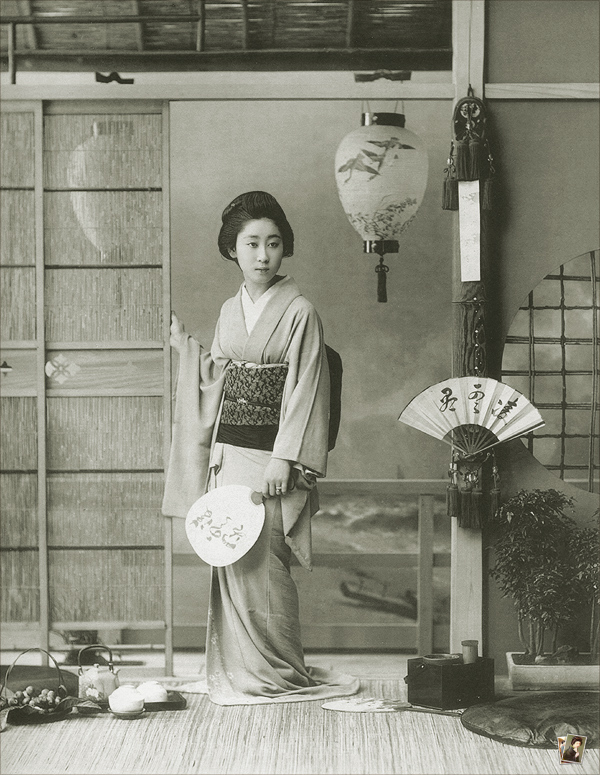
玉川屋玉菊（小川一眞による撮影）

玉川屋 玉菊（たまがわや たまぎく、本名：川口 しよふ）は、明治時代の新橋の芸妓。
1891年（明治24年）に浅草の凌雲閣で開催された写真展示による美人コンテスト「東京百美人」において得票数1位（2,163票）を獲得した。